# Olli Partanen
Heikki Olavi "Olli" Partanen (Kouvola, 18 de agosto de 1922 - 15 de junho de 2014) foi um atleta finlandês de lançamento de disco.